# Wilmington College

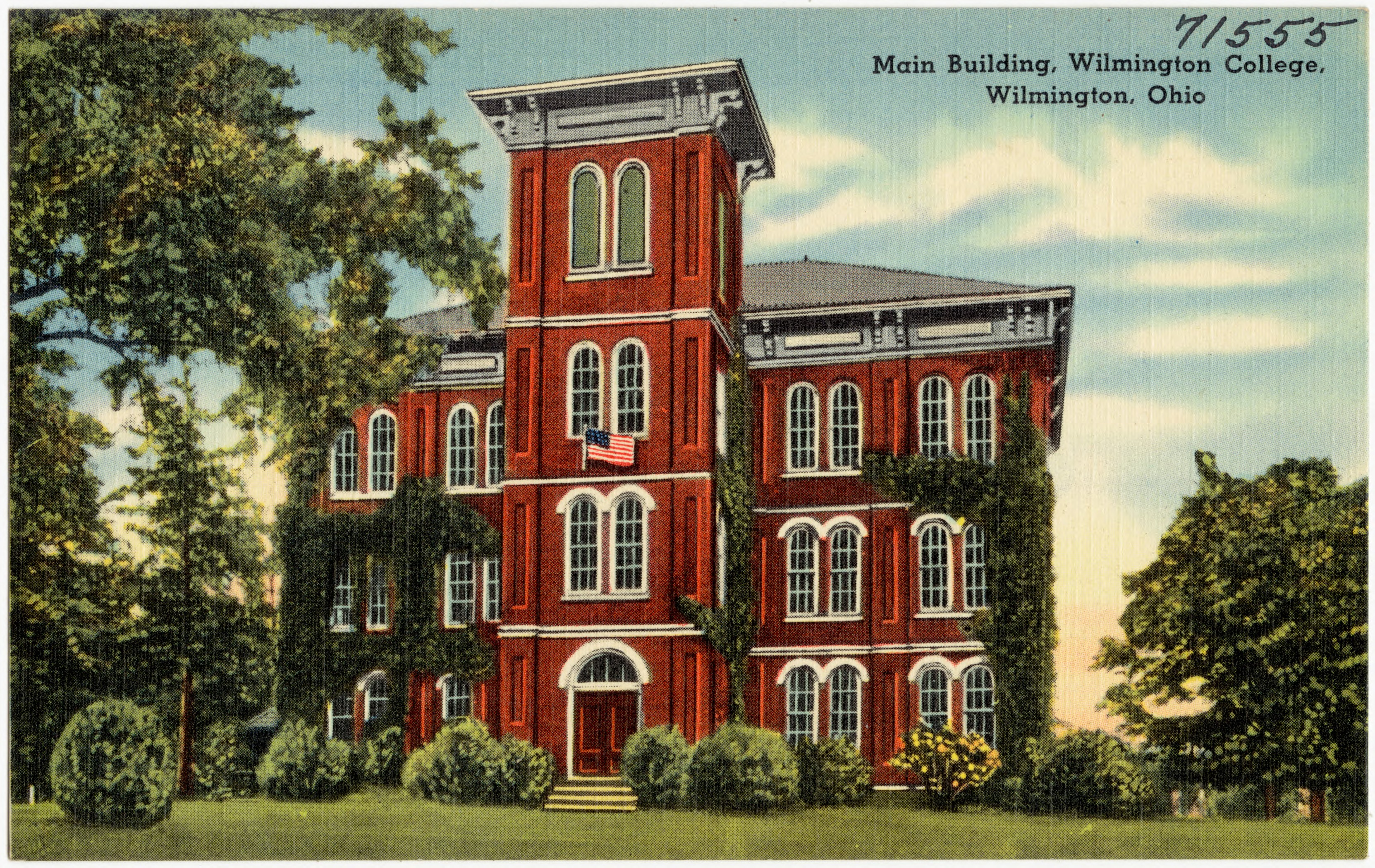
Universitetsbyggnad vid Wilmington College.

Wilmington College är ett amerikanskt universitet som är beläget i Wilmington, Ohio och grundades 1870 av en samling kväkare. Cirka 1,000 studenter läser vid Wilmington College.
Universitetets idrottslag kallas för Fightin' Quakers och tävlar i 18 olika sporter i Ohio Athletic Conference (OAC) i NCAA Division III. Den tidigare allsvenska fotbollsspelaren Peter Nilsson spelade säsongen 1997 för Wilmington College innan han 1999 gjorde allsvensk debut för Västra Frölunda IF. Nilsson innehar NCAA-rekordet i Wilmington för antalet gjorda mål under en fotbollssäsong med 20 gjorda mål.